# Cabildos 21: Festival Bicentenario de Innovación Social
Cabildos 21 es el Festival Bicentenario de Innovación Social, un festival descentralizado dedicado al intercambio de experiencias e ideas con el objetivo de reforzar identidad, promover ciudadanía y reflexionar sobre la historia para afrontar los retos globales. 

El evento reúne a historiadores, científicos sociales, personalidades y líderes, así como agentes de cambio, locales y nacionales; jóvenes en edad universitaria, niños y adolescentes, así como familias para reflexionar sobre la historia camino al Bicentenario de la Independencia del Perú, así como el reconocimiento y repaso de la cultura milenaria del país.
Este evento forma parte de la Agenda Bicentenario organizado por el Proyecto Especial Bicentenario de la Presidencia del Consejo de Ministros.

## Semana Bicentenario
La Feria Bicentenario se realiza en el marco de la Semana Bicentenario, un conjunto de actividades artísticas, culturales y científicos-sociales que se dan en una determinada región para el público general, esta apuntan a la construcción de un nuevo tipo de ciudadanía y al fortalecimiento de la identidad nacional.
La Semana Bicentenario está compuesta por tres importantes actividades:
- Feria Bicentenario: El país que Imaginamos

Es un espacio social para el ensayo de dinámicas de convivencia y valores que promuevan la empatía, curiosidad y respeto al medio ambiente, así como bienestar individual y colectivo, con el objetivo de establecer las bases para una nueva ciudadanía al 2021.
Es un centro para proveer a la ciudadanía de recursos clave y experiencias de alto impacto para el fortalecimiento de habilidades que fomenten la convivencia pacífica y una mirada común del rol del ciudadano en la construcción del país al Bicentenario del Perú.
- Cabildos 21: Festival Bicentenario de Innovación Social

Evento que reúne a las mentes más lúcidas del Perú y el mundo dedicado al intercambio de experiencias e ideas con el objetivo de reforzar identidad, promover ciudadanía y reflexionar sobre la historia para afrontar los retos globales. Apunta principalmente a jóvenes en edad universitaria, gestores culturales, líderes locales y al público en general.
- Giras Bicentenario

Las Giras Bicentenario constituyen una serie de espectáculos gratuitos que desarrollan el Ballet Folclórico Nacional del Perú, el Elenco de Folclore Nacional y la Orquesta Sinfónica Nacional del Perú en el marco de las actividades de la Semana Bicentenario, con el propósito de enriquecer la oferta cultural en el país con miras a la celebración del Bicentenario de la Independencia del Perú.

## Ediciones
En alianza con las universidades públicas, las ediciones de formato presencial se darán en 09 ciudades del país, entre 2019 y 2021; sin embargo debido a la emergencia sanitaria provocada por el COVID-19 en el Perú los 4 eventos planteados para el 2020 fueron suspendidos, siendo pospuestos para el 2021.
| Ediciones del Festival Bicentenario de Innovación Social | Ediciones del Festival Bicentenario de Innovación Social | Ediciones del Festival Bicentenario de Innovación Social | Ediciones del Festival Bicentenario de Innovación Social | Ediciones del Festival Bicentenario de Innovación Social |
| Año                                                      | Ciudad                                                   | Fecha                                                    | Lugar                                                    | Referencia                                               |
| -------------------------------------------------------- | -------------------------------------------------------- | -------------------------------------------------------- | -------------------------------------------------------- | -------------------------------------------------------- |
| 2019                                                     | Arequipa                                                 | 25 y 26 de octubre                                       | Universidad Nacional de San Agustín                      | [ 3 ]                                                    |
| 2019                                                     | Tacna                                                    | 22 y 23 de noviembre                                     | Universidad Nacional Jorge Basadre Grohmann              | [ 4 ]                                                    |
| 2021                                                     | -                                                        | -                                                        | -                                                        | -                                                        |
| 2021                                                     | -                                                        | -                                                        | -                                                        | -                                                        |
| 2021                                                     | -                                                        | -                                                        | -                                                        | -                                                        |
| 2021                                                     | -                                                        | -                                                        | -                                                        | -                                                        |
| 2021                                                     | -                                                        | -                                                        | -                                                        | -                                                        |
| 2021                                                     | -                                                        | -                                                        | -                                                        | -                                                        |
| 2021                                                     | -                                                        | -                                                        | -                                                        | -                                                        |

Debido a la pandemia por la COVID-19 se plantearon dos tipos de Cabildos de manera virtual: temáticos y universitarios, ambos con un formato ágil en el que los expositores presentan sus ideas y planteamientos a la solución de problemas.

### Cabildos Bicentenario
Son experiencias que llevan a pensar, construir una visión común, articular ecosistemas y comunidades preexistentes en torno a causas y temáticas clave de la ciudadanía. Mediante un enfoque multidisciplinario y participativo se busca la cohesión y aceleración hacia una nueva peruanidad, construyendo y activando soluciones para el país a través del diálogo y la acción. Cada experiencia cuenta con una gran diversidad de expositores, buscando el enfoque descentralizado y sistémico, incorporando la reflexión histórica y académica e involucrando agentes de toda índole para así despertar, en cada uno de los participantes, el agente de cambio que llevan dentro.
| Cabildos Temáticos | Cabildos Temáticos | Cabildos Temáticos                                                              | Cabildos Temáticos | Cabildos Temáticos | Cabildos Temáticos |
| Año                | Volumen            | Temática                                                                        | Fecha              | Hora               | Síntesis |
| ------------------ | ------------------ | ------------------------------------------------------------------------------- | ------------------ | ------------------ | --- |
| 2020               | 1                  | Cabildos en bici                                                                | 3 de junio         | 6 p. m.            | En el marco del Día Mundial de la Bicicleta, se realizó el primer Encuentro Bicentenario de Ideas del Perú realizado a través de la aplicación Zoom, en donde se desarrolló el tema: La bicicleta y su rol durante y después de la pandemia del COVID-19. Este evento fue realizado en alianza entre el Proyecto Especial Bicentenario y la Autoridad de Transporte Urbano para Lima y Callao con el fin de despertar la creatividad, inspiración y diálogo de la ciudadanía en torno a la bicicleta como vehículo sostenible para el Bicentenario. Participaron 35 ponentes nacionales e internacionales, entre ellas colectivos de ciclistas regionales de Lima, Tacna, Arequipa, San Martín y Cusco, especialistas en temas de movilidad de Bogotá y México, el Ministerio de Transportes y Comunicaciones, el Ministerio del Ambiente y artistas e innovadores, quienes propusieron cómo rediseñar la ciudad post COVID-19, así como la propuesta para la creación de 301 kilómetros de ciclovías en los próximos 100 días. |
| 2020               | 2                  | Aprendizajes de la Educación                                                    | 18 de agosto       | 8 p. m.            | El 18 de agosto, el Proyecto Especial Bicentenario organizó el Cabildo temático: Aprendizajes de la educación, cuyo objetivo fue la activación de los cambios que el país requiere para construir una nueva peruanidad a través de la educación. Este cabildo propuso un repensar en el sistema educativo para construir el país que el Perú imagina ser. Para ello, se contó con la participación de jóvenes líderes, ecosistemas de agentes de cambio e innovación, especialistas en educación, docentes, hacedores locales y regionales con la misión de acelerar la transición hacia una nueva y mejor convivencia, entre los expositores se encuentran Flor Pablo, exministra de Educación; Jaime Montes, Inés Kudó y Daniel Alfaro Paredes, ex director general de Industrias Culturales y Artes del Ministerio de Cultura y exministro de Educación. |
| 2020               | 3                  | Cabildo para comer. Presente y futuro de nuestra alimentación                   | 14 de octubre      | 8 p. m.            | En el marco del Día Internacional de la Alimentación, el 14 de octubre se realizó el Cabildo para comer. Presente y futuro de nuestra alimentación con el objetivo de sensibilizar y crear conciencia sobre la ciudadanía alimentaria, contando con la presencia de varias instituciones especializadas en el ámbito alimenticio. |
| 2021               | 4                  | Generación Bicentenario: Miradas de la juventud a la participación ciudadana    | 15 de enero        | 7 p. m.            | La primera edición de Cabildos Bicentenario del año 2021 estuvo dedicada a reflexionar sobre las características y valores de la actual juventud peruana la denominada «Generación del Bicentenario» y su participación en la construcción de una ciudadanía con igualdad de oportunidades. El evento contó con la participación del presidente de la República, Francisco Sagasti; el ministro de Cultura, Alejandro Neyra; y la directora ejecutiva del Proyecto Especial Bicentenario, Laura Martínez. Entre los primeros panelistas estuvieron la historiadora y presidenta del Consejo Consultivo del Bicentenario, Carmen Mc Evoy; y la socióloga Noelia Chávez, quienes reflexionaron el significado de la «Generación Bicentenario». En el segundo bloque, el sociólogo Jorge Juárez, de FutureLab; la comunicadora Gianina Márquez, cofundadora de la organización Girlgov Perú; y Andrea Aguirre, representante de la Comisión de Mujeres Líderes Adolescentes de Lima Metropolitana, quienes reflexionaron sobre la participación juvenil en la sociedad. Y en el tercer bloque se dieron a conocer algunas iniciativas ciudadanas y de voluntariado juvenil, contadas por sus protagonistas. Entre los participantes estuvieron José Quisocala, joven arequipeño, que a los 7 años de edad fundó el Banco del Estudiante Bartselana, por el que ha ganado varios premios internacionales. |
| 2021               | 5                  | Perú y Colombia: integración y desarrollo por la cultura                        | 25 de febrero      | 7 p. m.            | El Proyecto Especial Bicentenario presentó el Primer Cabildo Internacional, siendo Colombia el país invitado; este encuentro contó con la presencia de profesionales colombianos y peruanos que trabajan en áreas como las artes visuales y escénicas, la educación, la arqueología, la gastronomía, entre otras. Ellos dieron a conocer su visión de la cultura e intercambiarán experiencias y propuestas de innovación social que pueden ser de gran utilidad para el progreso del Perú. En este primer cabildo participaron el ministro de Cultura, Alejandro Neyra; el ministro de Cultura de Colombia, Felipe Buitrago; el embajador del Perú en Colombia, Ignacio Higueras Hare, la gerenta de Cultura de la Municipalidad Metropolitana de Lima, Fabiola Figueroa, entre otros representantes colombianos y peruanos. |
| 2021               | 6                  | Peruanas 2021                                                                   | 17 de marzo        | 7 p. m.            | En el marco del mes de la mujer y próximos al Bicentenario del Perú, el Cabildo Bicentenario: Peruanas 2021 buscó ser una conversación e intercambio de experiencias sobre el panorama actual de la sociedad contando con la participación de 10 expositoras de diversos perfiles e importantes referentes en sectores como el sector cultural, educativo, económico, privado, público, entre otros; quienes desde sus experiencias reflexionarán sobre temas como la desigualdad basada en el género como un obstáculo para el desarrollo, la necesidad de implementar medidas con el objetivo de construir una sociedad equitativa en conjunto con actores locales, pero sobre todo acerca de la importancia del aporte y la necesidad de la participación de la mujer en la construcción de un país democrático, diverso e inclusivo. |
| 2021               | 7                  | Perú y Chile en el siglo XXI: miradas y emociones                               | 28 de abril        | 5 p. m.            | El Proyecto Especial Bicentenario y la Embajada del Perú en Chile llevaron a cabo el segundo cabildo internacional, donde reunió a profesionales peruanos y chilenos de distintas áreas, quienes, reflexionarán a través de sus experiencias sobre la convivencia social, política, cultural e histórica entre ambas naciones. En el primer bloque, se analizó la historia de la relación bilateral con énfasis en los momentos de convergencia y colaboración, los fenómenos políticos recientes y las imágenes que cada país proyecta en el otro: ¿Cómo ven los chilenos a los peruanos? y viceversa. Durante el segundo bloque, los expositores contarán sus experiencias en Perú y Chile en temas como el análisis de los intercambios económicos y la inserción de la gastronomía peruana en Chile. Finalmente, en el tercer bloque se abrió un espacio para poder responder preguntas del público asistente. |
| 2021               | 8                  | Perú y Argentina: Desafíos de la tecnología para alimentar y educar con ciencia | 21 de mayo         | 5 p. m.            | El Proyecto Especial Bicentenario y la Embajada del Perú en Argentina organizó el tercer cabildo internacional de innovación social y tuvo a Argentina como país invitado. El objetivo de este evento fue intercambiar experiencias entre ambos países y reflexionar sobre la importancia de la ciencia y la tecnología como herramientas para acortar las brechas sociales. Por ello, los expositores peruanos y argentinos reflexionaron acerca de los desafíos que enfrentan ambas naciones en la creación de la ciencia y tecnología, compartieron sus experiencias en temas de innovación tecnológica para la salud, alimentación y educación, y respondieron las preguntas del público. |

### Cabildos Universitarios UNI
El Proyecto Especial Bicentenario en alianza con la Universidad Nacional de Ingeniería y Los Líderes para el Bicentenario, un grupo de estudiantes y egresados de dicha universidad, realizan un evento que propone un espacio de diálogo que nace de los mismos estudiantes. A través de una plataforma ágil y un formato académico, metódico y sustentado ellos presentan sus propuestas para construir una nueva ciudadanía y dialogar sobre la calidad de la universidad pública compartiendo propuestas que contribuyan a transformar las universidades, las ciudades y el país desde la educación superior.

El evento es de acceso gratuito y está especialmente dirigido a jóvenes de 18 a 25 años en formación superior, pero también a especialistas en innovación social, emprendedores, activistas, agentes de cambio local, intraemprendedores y académicos.
| Cabildos Universitarios UNI | Cabildos Universitarios UNI | Cabildos Universitarios UNI                                                                               | Cabildos Universitarios UNI | Cabildos Universitarios UNI | Cabildos Universitarios UNI |
| Año                         | Volumen                     | Temática                                                                                                  | Fecha                       | Hora                        | Síntesis |
| --------------------------- | --------------------------- | --- | --------------------------- | --------------------------- | --- |
| 2020                        | 1                           | El Perú Frente Al Cambio Climático                                                                        | 30 de abril                 | 10 a. m.                    | Encuentro virtual en la que estudiantes y egresados presentaron cambios constitucionales y propuestas innovadoras para el mundo post-COVID 19 en la lucha frente al cambio climático. |
| 2020                        | 2                           | Aportes desde la ciencia, la ingeniería y la arquitectura para la calidad de la salud pública en el Perú  | 25 de julio                 | 10 a. m.                    | Durante el Cabildo Universitario, los ponentes compartieron sus iniciativas, proyectos y propuestas; entre ellas tecnologías de información y las comunicaciones aplicadas a la salud, políticas para universalizar la salud pública, priorizando a los sectores vulnerables, y técnicas de bioseguridad, además de los aportes de la UNI en la lucha contra la pandemia COVID-19. |
| 2020                        | 3                           | Aportes desde la ciencia, la ingeniería y la arquitectura a la calidad de la educación pública en el Perú | 11 de septiembre            | 10 a. m.                    | Durante el desarrollo del evento compartieron iniciativas para mejorar la enseñanza no presencial, como la 'app del estudiante universitario peruano, una plataforma de educación virtual y de acceso libre diseñada para facilitar la interacción entre los estudiantes y los maestros. Desde este aplicativo se podría compartir contenido curricular, notas y certificaciones e, incluso, propone un botón de alarma para ser auxiliado en situaciones de peligro como acoso escolar o bullying. |

## Hacedores 21
Las ediciones presenciales de  Cabildo 21 cuenta con un espacio llamado "Hacedores 21", esta reconoce e invita a jóvenes líderes de diversas regiones del Perú a compartir sus experiencias y trayectorias con el público; permitiendo conocer sus iniciativas y sus proyectos que transforma e inspiran el país.